# Villachvidéki járás
A Villachvidéki járás Ausztriában, Karintia tartományban található. Villachvidéki járás Spittal an der Drau-i, Hermagori, Feldkircheni, Klagenfurtvidéki, Villach és regional decentralization entity of Udine járásokkal határos. Lakosainak száma 64 668 fő (2019. január 1.).

## A járáshoz tartozó települések
- Afritz am See
- Arnoldstein
- Arriach
- Bad Bleiberg
- Feistritz an der Gail
- Feld am See
- Ferndorf
- Finkenstein am Faaker See
- Fresach
- Hohenthurn
- Nötsch im Gailtal
- Paternion
- Rosegg
- Sankt Jakob im Rosental
- Stockenboi
- Treffen
- Velden am Wörther See
- Weißenstein
- Wernberg